# Altstadtmarktbrunnen

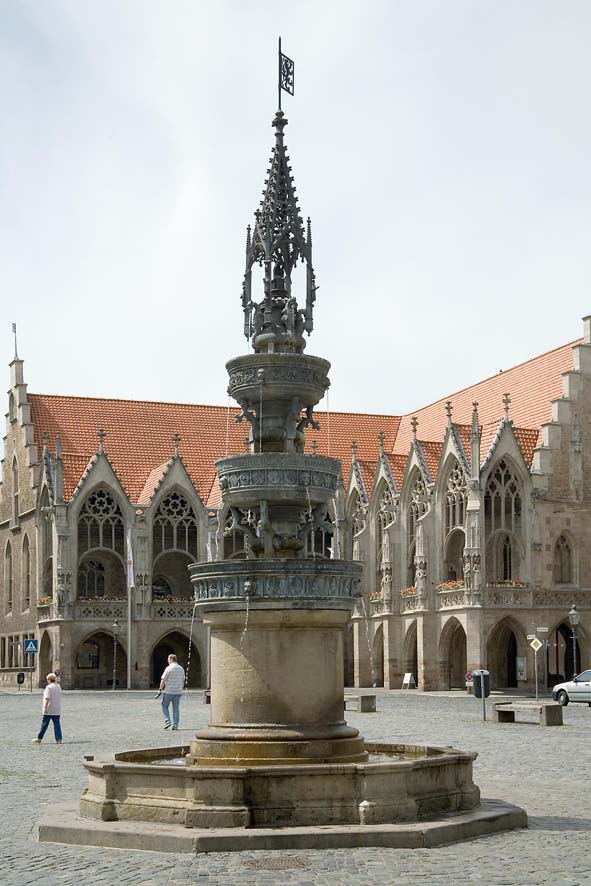
Der Altstadtmarktbrunnen

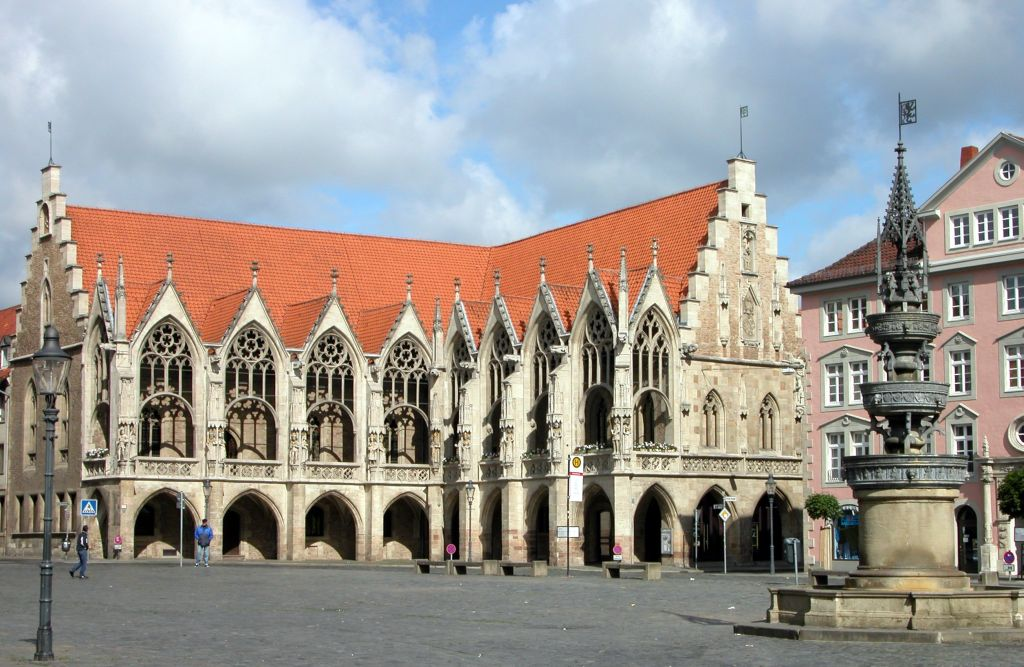
Altstadtrathaus und Brunnen

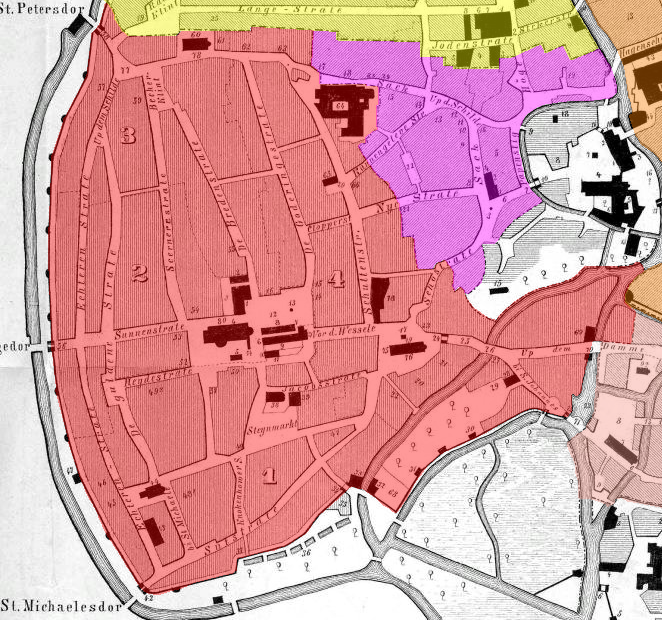
Die Altstadt (rot dargestellt) um 1400 mit dem Altstadtmarkt im Zentrum

Der Altstadtmarktbrunnen, in jüngster Zeit gelegentlich auch als Marienbrunnen bezeichnet, ist ein Brunnen, der seit seiner Errichtung Ende November 1408 auf dem Altstadtmarkt in Braunschweig steht. Neben dem Braunschweiger Löwen gehört der Altstadtmarktbrunnen zu den wenigen freistehenden Monumenten internationalen Ranges in der Stadt.
Es handelt sich um einen spätgotischer Drei-Schalen-Brunnen, der, wie auf dem Rand der untersten Schale in lateinischer Sprache zu lesen ist, im Jahre des Herrn 1408 am Vorabend von St. Katharinen, das heißt am 24. November 1408 gegossen wurde („anno d[o]m[ini] MCCCC VIII vigilia katerine fusa est“). Das verwendete Gussmaterial ist Blei aus dem etwa 50 Kilometer südlich der Stadt gelegenen Rammelsberg bei Goslar.
Die drei unterschiedlich großen, pyramidenförmig angeordneten Schalen sind mit zahlreichen Wappen, Figuren, floralem Schmuck sowie mittelniederdeutschen und lateinischen Inschriften versehen. Vom Mittelalter bis in die Neuzeit hinein diente der Quellbrunnen zur Versorgung der Braunschweiger Altstadt mit Trink- und Löschwasser.
Wer den Brunnen entwarf, wo er gegossen wurde und wer den Guss ausführte, ist nicht bekannt. Ebenso unbekannt sind jene, die die Figuren, Buchstaben und sonstigen Verzierungen schufen oder das Tabernakel anfertigten.

## Wasserversorgung der Altstadt

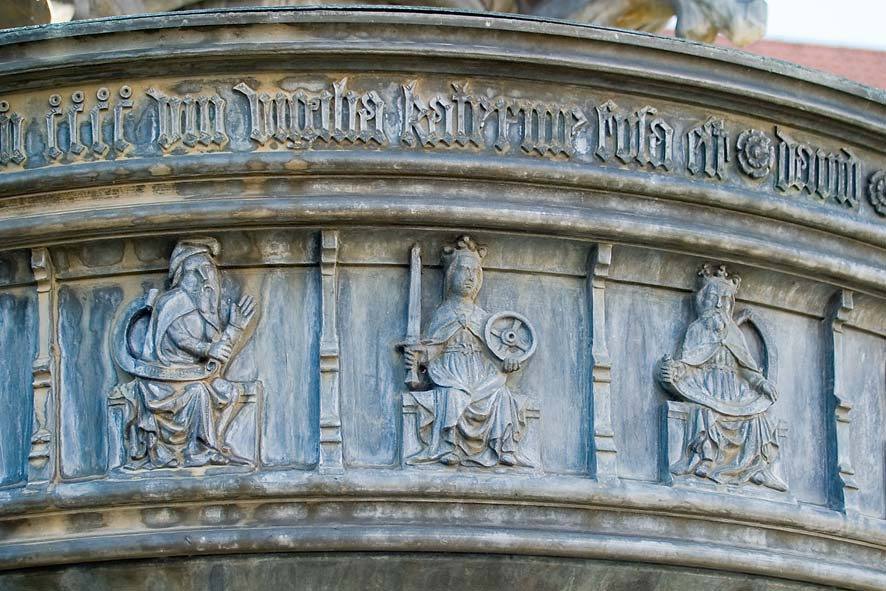
In der Mitte die Heilige Katharina, Schutzpatronin der Gewandschneider

Seit etwa 1345 existierte eine als Pipen bezeichnete hölzerne Wasserleitung, die, in etwa 1,70 m Tiefe verlegt, den Brunnen auf dem Altstadtmarkt speiste. Das Wasser stammte vom ca. zwei Kilometer westlich der Stadttore gelegenen Jödebrunnen. Über dieselbe Leitung wurde auch der unweit gelegene Kohlmarktbrunnen gespeist. Die Versorgung des Brunnens auf dem Altstadtmarkt mit Wasser vom Jödebrunnen bestand bis 1865. Verantwortlich für den Unterhalt der Pipen war eine sogenannte Pipenbrüderschaft. Anton August Beck weist in der Beschriftung seiner Zeichnung aus dem Jahr 1753 (siehe rechts) darauf hin, dass Barward Tafelmaker, Angehöriger einer solchen Bruderschaft, im Jahre 1530 neue Holzrohre zum Brunnen auf dem Altstadtmarkt verlegte.

## Vorläufer
Vor der Errichtung des Altstadtmarktbrunnens stand an gleicher Stelle der „Jogetborn“ oder „Jungborn“, der in einer Quelle aus dem Jahr 1402 erwähnt wird. Es war ein hölzerner Ziehbrunnen mit Trögen für das geförderte Wasser. Dieser Brunnen trug denselben Namen wie die Quelle, die ihn speiste. Ende 1408 wurde er durch den aus Stein und Metall gefertigten Nachfolger ersetzt, der zunächst den alten Namen behielt und erst zu einem unbekannten späteren Zeitpunkt nur noch als „Altstadtmarktbrunnen“ bezeichnet wurde.

## Errichtung und Anspruch
Mit der Errichtung des Altstadtmarktbrunnens wurden mehrere Ziele verfolgt: zum einen die Versorgung der Bürger mit frischem, sauberem Quellwasser, verbunden mit der Darstellung religiöser Inhalte, zum anderen mit einem „handfesten, profanen städtischen Anliegen“, der politischen (Selbst-)Darstellung der Hansestadt und ihrer Bürger, insbesondere der Zunft der Gewandschneider, deren Zunfthaus, das Klipphaus, direkt an den Altstadtmarkt grenzte und deren Schutzpatronin die auf dem Brunnen abgebildete Heilige Katharina ist. Um dieses „Anliegen“, die Repräsentation, zu unterstreichen, wurde der Brunnen im Zentrum der Altstadt errichtet und war ursprünglich (zumindest an seiner Spitze) reich bemalt und vergoldet und vom Wappen der Altstadt, dem steigenden Braunschweiger Löwen, gekrönt. Dieses Altstadtwappen galt bereits 1408 als Wappen der gesamten Stadt, noch bevor dies im Wappenbrief von 1438 bestätigt wurde. Nach einer Vielzahl langwieriger, schwerer, aber überwundener innerstädtischer Konflikte (siehe Große Schicht von 1374–1380) stand die Stadt zu Beginn des 15. Jahrhunderts innenpolitisch selbstbewusst, wohlhabend und stark nach außen da. Diese Stärke sollte, so der Wunsch ihrer Bürger, zur Reichsunmittelbarkeit führen.

## Material und Aufbau

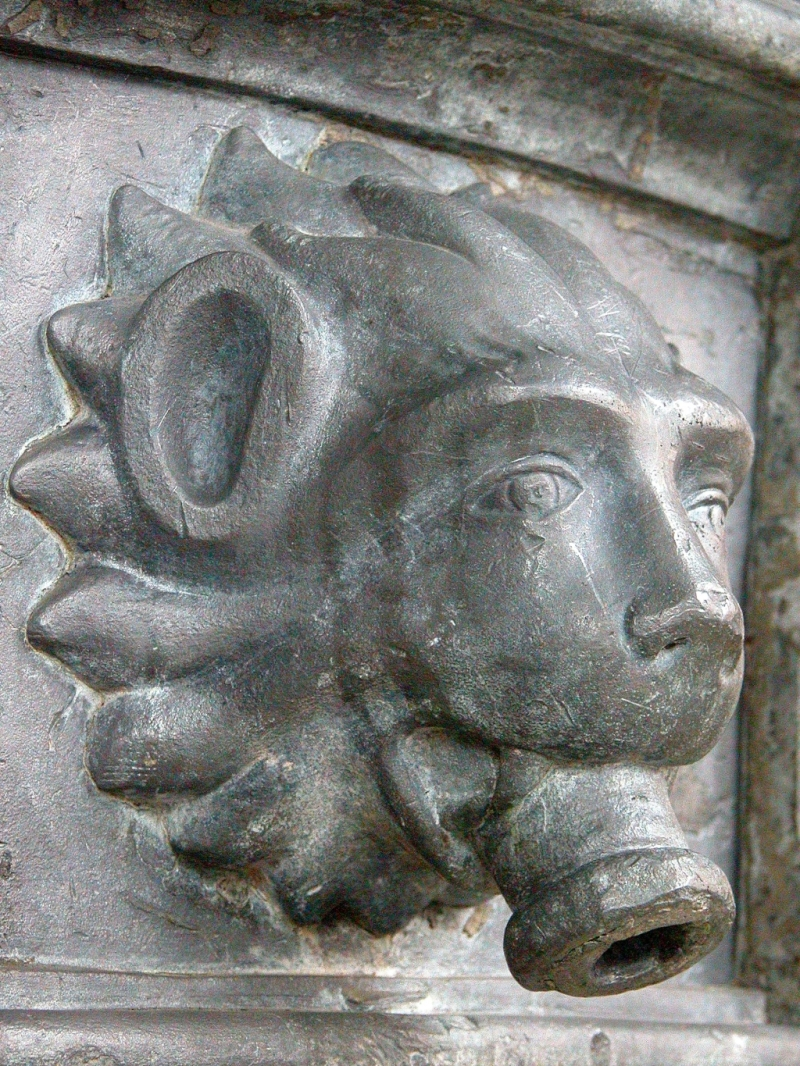
Löwenkopf als Wasserspeier

### Material
Ursprünglich – das heißt, vor seiner Zerstörung am 15. Oktober 1944 – hatte der Altstadtmarktbrunnen eine Höhe von etwa 9 m, heute misst er noch 8,30 m. Er besteht aus Naturstein (Dolomit) und Metall (Blei). Erst 1847 entstanden das achteckige Fundament mit dem rundum laufenden ebenfalls achteckigen Brunnenbecken sowie der runde untere Brunnenschaft, auf dem die größte der drei Brunnenschalen sitzt. Bis dahin standen lediglich mehrere große Steintröge vor dem Brunnen. Als Material wurde Salzhemmendorfer Dolomit verwendet. Die erste Stufe der Brunnenanlage besteht aus einem Sandstein, der dem Velpker Sandstein ähnelt. Alle anderen Werksteine sind aus Dolomit. Das Vorkommen dieses regionalen Dolomits, das zu dieser Zeit häufig in Braunschweig verbaut wurde, reicht von Lemgo, Minden und Hildesheim bis in den Braunschweiger Raum. Wo der Stein für den Brunnen gebrochen wurde, ist nicht bekannt. Die drei Schalen sowie die Zwischenstücke zum Tabernakelaufsatz sind aus elf Tonnen Rammelsberger Blei gegossen.
Das vom Jödebrunnen kommende Quellwasser wurde über eine Leitung im Inneren des Brunnenschaftes bis in die Wasserspeier am Baldachin gefördert. Von dort fließt das Wasser durch vier Speier in Form von Fabelwesen (Drachen) in die oberste und kleinste Schale. An ihr sind wiederum vier Wasserspeier in Form von Löwenköpfen angebracht. Zu jeder der beiden restlichen Schalen gehören ebenfalls vier Löwenkopf-Wasserspeier, die versetzt zu den jeweils darüber befindlichen Speiern in den Schalenrand eingelassen sind. Insgesamt hat der Brunnen 16 Wasserspeier, davon vier Drachen und zwölf Löwenköpfe.
Die Restaurierung der Metallteile führte 1847 der Braunschweiger Erzgießer Georg Ferdinand Howaldt durch. Die damals fehlenden Füllungen des Helmdaches, Maria mit dem Kinde, vier Evangelisten und die Fahne wurden von Howaldt erst 1852 ergänzt.

### Aufbau
Wegen seiner etagenweisen Konstruktion zählt der Brunnen zu den „Stock-“ oder „Schalenbrunnen“, die sich immer am Ende einer Wasserleitung befinden. Das Wasser wird über eine hölzerne Leitung im Inneren der Brunnenkonstruktion bis an die höchste Stelle gefördert, von wo aus es mittels zahlreicher Überläufe in die unteren Schalen verteilt wird. Die vertikale Struktur, durch die Geometrie der pyramidenförmigen Anordnung der Becken noch betont, vermittelt dem Betrachter im Zusammenspiel mit der fast schlichten symmetrischen Gesamtform ein klares, geschlossenes Ganzes.

#### Untere Schale
Die untere der drei Schalen ist die größte und schwerste. Sie hat einen Durchmesser von 1923 mm und wiegt rund 75 Zentner. Wie die anderen Bleibecken wurde auch dieses zunächst ohne schmückendes Beiwerk gegossen. Erst anschließend lötete man die zahlreichen Figuren, Wappen, Sprüche und sonstigen Verzierungen aus Blei auf die fertigen Becken. Am oberen Rand befindet sich ein umlaufendes Schriftband; darunter sind zahlreicher Personen abgebildet. Bis auf den ersten Spruch zum Gusstag, der in Latein abgefasst ist, sind alle anderen Texte Bibelzitate, die hauptsächlich die Bedeutung des Wassers hervorheben und – für die Zeit bemerkenswert – in der Sprache des Volkes geschrieben wurden, nämlich in Mittelniederdeutsch:
„David: des waters i[n]vlot de stat godes vrolich dot. Elyseus: s. u.[n]t hebbe ik se maket gar / un[n] w[er]de[n] nicht mer unvruchtbar. Salomon: alle wat[er] i[n] dat mer ga[n]. Ysaias: we[n] dorste de kome hir an. Elias: he scloch de watere un[n] entwe sint se ghedelet. Samuel: here we[n]te i[n] dosse[n] dach / a[men]“
In hochdeutscher Übertragung lauten diese Inschriften: „David: Des Wassers Einflut macht die Stadt Gottes fröhlich“ (Ps 46,5 ). „Elisa: Gesund habe ich die Wasser gemacht ganz und gar und sie werden nicht mehr unfruchtbar sein“ (2 Kön 2,19-22 ). „Salomo: Alle Wasser gehen in das Meer“ (Koh 1,7 ). „Jesajas: Wen dürstet, der komme heran“ (Jes 55,1 ). „Elias: Er schlug die Wasser und in zwei Teile sind sie geteilt“ (2 Kön 2,8 ). „Samuel: Herr bis auf diesen Tag. Amen!“
Unterhalb des Spruchbandes befinden sich 20 Abbildungen biblischer Figuren, meist alttestamentliche Propheten, deren Abfolge in regelmäßigen Abständen von vier Löwenkopfwasserspeiern unterbrochen wird. Im Einzelnen sind abgebildet: David, Habakuk, Mose, Nahum, Salomo, Hosea, es folgten im Zweiten Weltkrieg zerstörte Figuren, Jeremia, Joel, Elischa, Ahas, Ezechiel, Samuel, Obadja, Jesaja und die Heilige Katharina. Alle Propheten halten über ihren Köpfen Spruchbänder mit Bibelzitaten.

#### Mittlere Schale

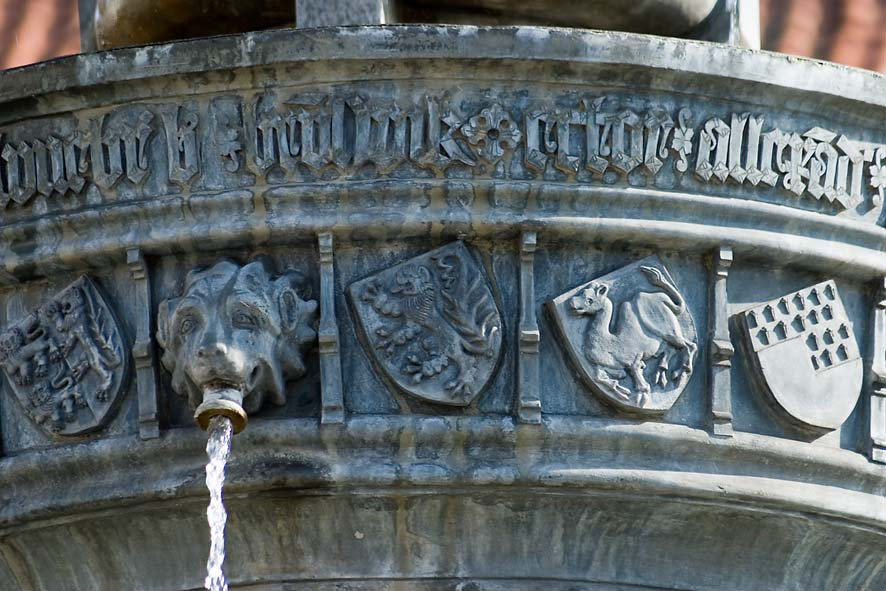
Detail der mittleren Schale (v. l. n. r.): Lüneburg, Wasserspeier, Braunschweig, Hektor, Alexander

Die mittlere Schale hat einen Durchmesser von 1360 mm. Unter einem umlaufenden Schriftband sind, jeweils um 45 Grad nach links gedreht, 20 Wappen von stadtgeschichtlicher und mythologischer Bedeutung angebracht, deren Abfolge in regelmäßigen Abständen von den vier Löwenkopfwasserspeiern unterbrochen wird. Auf dem Band stehen Angaben zu den dargestellten Wappen. Im Einzelnen sind abgebildet: die Stadt Braunschweig, gefolgt von den „neun guten Helden“, den drei heidnischen (Hektor, Alexander, Julius), den drei jüdischen (David, Judas, Josua, der Sohn Nuns) und den drei christlichen (Karl der Große, Artus, Gottfried von Bouillon). Diesen folgen das Heilige Römische Reich mit den sieben Kurfürstentümern Mainz, Böhmen, Köln, Sachsen, Bayern, Trier und Brandenburg. Den Abschluss bilden die welfischen Linien, das Land Braunschweig und Lüneburg.
Das Becken wurde am 15. Oktober 1944 so schwer beschädigt, dass es durch einen Nachguss ersetzt wurde. Die Reste des Originals befinden sich im Städtischen Museum.

#### Obere Schale

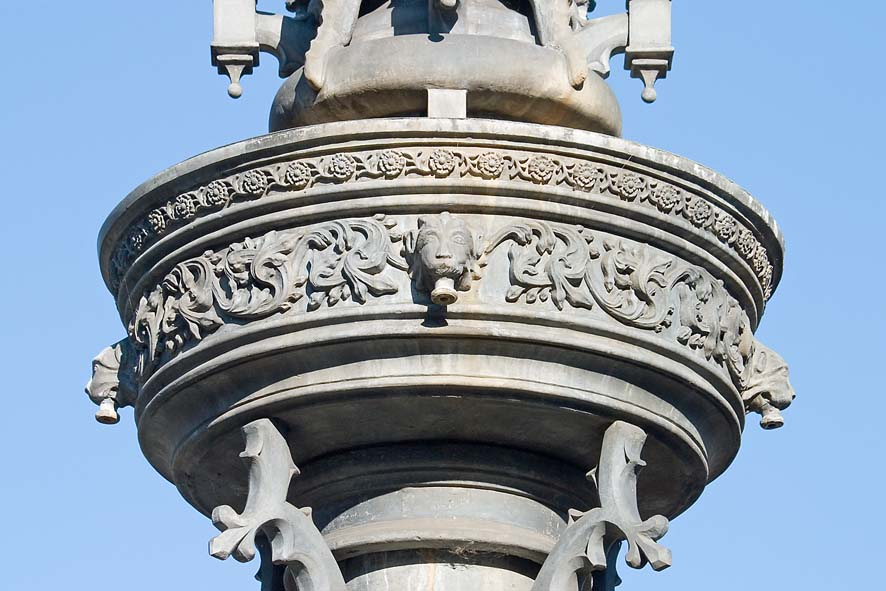
Obere Schale mit floralem Schmuck

Die obere Schale hat einen Durchmesser von 1120 mm. Im Gegensatz zu den beiden unteren Schalen weist die kleinste weder ein Schriftband noch Darstellungen von Personen oder Gegenständen auf, sondern ist gänzlich von einem stilisierten Blattfries umwunden, der wie bei den anderen Schalen von Löwenköpfen in regelmäßigen Abständen unterbrochen wird. Über dem floralen Muster befindet sich, um den Rand laufend, ein schmales Rosettenband.
Die Schale wurde am 15. Oktober 1944 vollständig zerstört. Die heutige Schale ist eine detailgenaue Nachbildung, die mithilfe von Fotografien und Gipsabgüssen, die der Braunschweiger Stadtbaurat Ludwig Winter 1913 gemacht hatte, angefertigt werden konnte.

#### Tabernakel
Der den Abschluss des Brunnens bildende Baldachin oder Tabernakel ist vollständig aus Blei gefertigt. Der Baldachin ruht auf vier Stützen, vor denen je einer der vier Evangelisten steht. Zwischen ihnen fungieren vier Fabelwesen in Gestalt von Eidechsen oder Drachen als Wasserspeier. In früheren Zeiten wurden diese Speier oft als „Monster“ bezeichnet. Diese Figuren scheinen wenig in das Bildprogramm des Gesamtbrunnens zu passen. Ob sie ursprünglich anders geformt waren, ist nicht bekannt. Ihre Darstellung und Platzierung zwischen den Evangelisten und unter Maria gibt jedoch Anlass zu Spekulationen, dass es an ihrer Stelle früher andere Wasserspeier gab. Unter dem Baldachin thront Maria mit dem Kinde. In ihrer Rechten hält sie die Weltkugel, die vom links sitzenden Kind gesegnet wird. Krönender Abschluss des Brunnens ist eine durchbrochene metallene Fahne mit dem Braunschweiger Löwen. Ursprünglich soll die Fahne aus Eisen gefertigt und mit Goldornamentik verziert gewesen sein und erst im Zuge der Restaurierungen des Jahres 1847 ihr jetziges Aussehen erhalten haben.
Wie die obere Brunnenschale wurde auch der Tabernakelaufsatz am 15. Oktober 1944 völlig zerstört. Nach Winters Fotos wurde davon ebenfalls eine detailgetreue Kopie gefertigt. Die Figuren der Maria mit dem Kind und die der Evangelisten wurden in moderner Form neu gestaltet.

## Bedeutung
War der Braunschweiger Altstadtmarktbrunnen bis zum Ausbruch des Zweiten Weltkrieges einer unter mehreren derartigen Brunnen, so hat die weitgehende Zerstörung solcher Brunnen im Verlaufe des Krieges dazu geführt, dass der Brunnen auf dem Altstadtmarkt heute zu den wenigen erhaltenen Exemplaren von Bedeutung zählt. Außer ihm sind der Fischmarktbrunnen in Basel, der Marktbrunnen in Rottenburg am Neckar sowie der Schöne Brunnen in Nürnberg zu nennen.

## Der Brunnen im Laufe der Jahrhunderte

### Standort

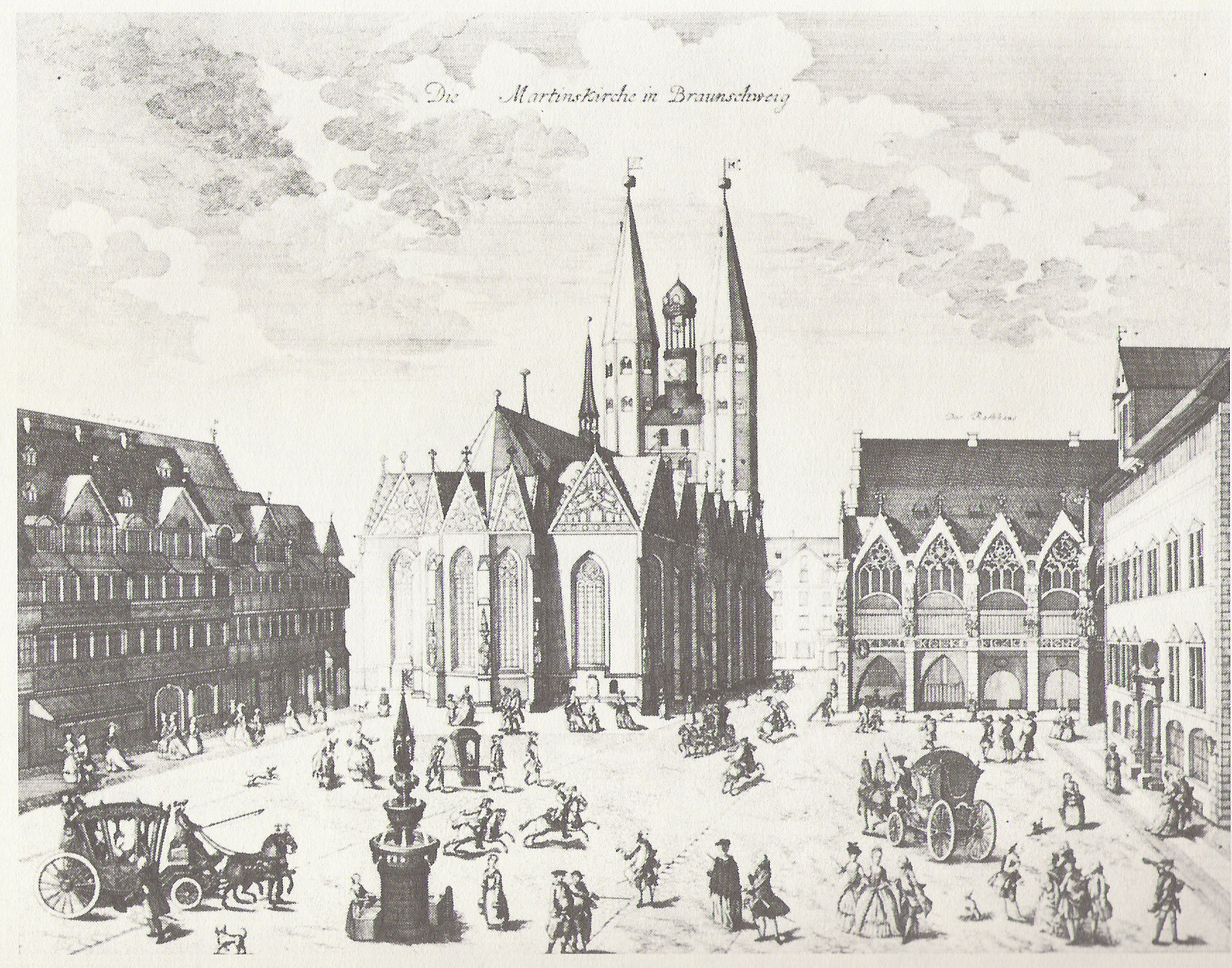
A. A. Beck, Kupferstich aus dem Jahre 1776: Die Martinikirche mit Altstadtmarkt und Brunnen

Die ursprüngliche Position des Brunnens war im südöstlichen Bereich des Altstadtmarktes, nahe dem „Klipphaus“, dem Zunfthaus der Gewandschneider. An dieser Stelle verblieb er von seiner Errichtung 1408 bis zu seiner Umsetzung nach einer Idee von C. W. Sack im Jahr 1847. Der ursprüngliche Standort kann aus einem Eintrag im Degeding-Buch von 1419 erschlossen werden:
„Dem rade ist witlik dat hans von voltzem hefft eynen ferding geldes an henning meyers hus tyghen deme joghetbornen. Unn is dat verde hus van deme schohove to der wessele word.“
(„Dem Rate ist bekannt, dass Hans von Volzum auf dem Hause von Heinrich Meyer, gegenüber dem Jugendbrunnen, eine Hypothek hat. Es ist das vierte Haus vom Schulhofe zum Platz der Wechsler.“)
Der „Schulhof“ lag neben dem noch heute vorhandenen Haus zu den Sieben Türmen. Der „Platz der Wechsler“ lag 1419 in der heutigen Poststraße. An dieser Stelle blieb der Brunnen, bis er 1847 in die Mitte des Marktplatzes umgesetzt wurde und somit in einer Flucht mit der nach Westen verlaufenden Straße An der Martinikirche und der sich an sie anschließenden Sonnenstraße stand. Erst mit seiner Wiederaufstellung im Jahr 1951 kehrte der Brunnen fast genau an seinen ursprünglichen Standort von 1408 zurück, wie sich bei Untersuchungen des Untergrundes des Altstadtmarktes herausstellte.

### Älteste Darstellung des Brunnens

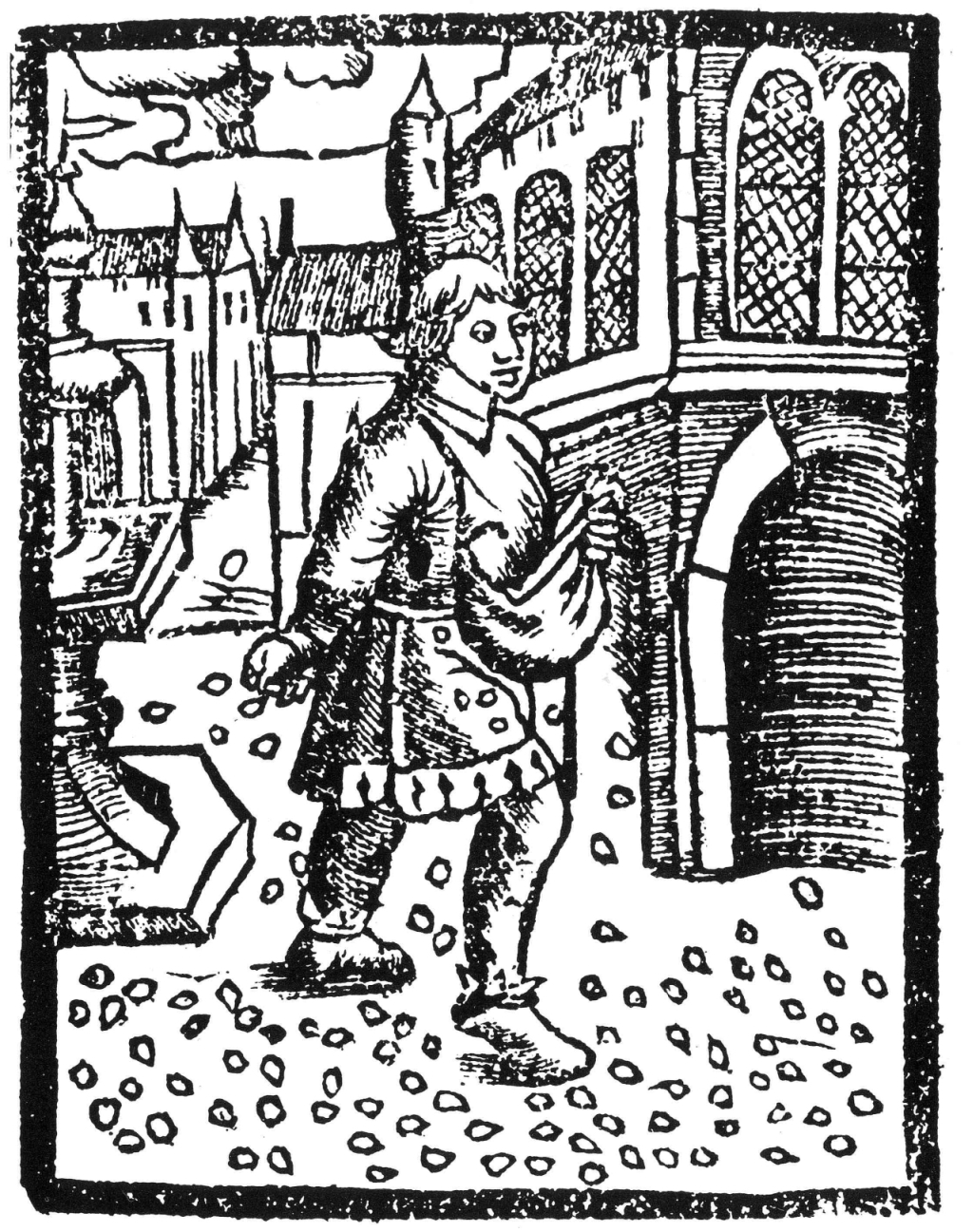
Till Eulenspiegel sät Schälke (Holzschnitt um 1519)

Die wohl älteste erhaltene Darstellung des Altstadtmarktbrunnens stammt aus der Zeit um 1500 und findet sich als nur 8,1 × 6,3 cm großer Holzschnitt in dem dem Braunschweiger Zollschreiber Hermann Bote zugeschriebenen Buch Ein kurtzweilig Lesen von Dil Ulenspiegel geboren uß dem Land zu Brunßwick, wie er sein leben volbracht hat. Erst 1986 wies Bernd Ulrich Hucker nach, dass der Holzschnitt den Altstadtmarkt darstellt. Am linken Bildrand ist ein Brunnen zu erkennen. Nach Hucker kann es sich dabei nur um den Braunschweiger Altstadtmarktbrunnen handeln, denn die Darstellung weist (trotz ihrer für die damalige Zeit übliche abbreviaturhafte Abbildung, also verkürzt, i. S. v. weglassen) eindeutige Merkmale des Altstadtmarktbrunnens und seiner Umgebung auf, die ihn unverwechselbar und damit identifizierbar machen. Der abgebildete Brunnen hat ein sechseckiges Fundament, mehrere Schalen und ist von einem Fähnchen gekrönt. Am rechten Bildrand kann man Arkaden erkennen, so wie das Altstadtrathaus sie aufweist; im Hintergrund links sind zwei Seitenschiffe einer Kirche zu sehen. Sofern der Altstadtmarkt dargestellt ist, ist es die Abbildung der unmittelbar an ihn grenzenden Martinikirche. Das Bild illustriert die Geschichte, wie Till Eulenspiegel Schälke sät. In der dazugehörigen Textpassage heißt es unter anderem: „… [Eulenspiegel] gieng vff der gassen für dem rathuß vff vnd nider …“
Im Laufe von sechs Jahrhunderten war der Brunnen auf dem Altstadtmarkt immer wieder Gegenstand künstlerischer Darstellungen. Die erste heute noch erhaltene Wiedergabe stammt aus dem frühen 16. Jahrhundert, also knapp 100 Jahre nach seiner Entstehung. Dieser Abbildung folgten vor allem ab dem 18. Jahrhundert Kupferstiche, zum Beispiel von A. A. Beck und Stahlstiche von C. W. Sack sowie Ölgemälde unter anderem von Bourdet, Carabain, Quaglio, C. Springer und L. Tacke. 1857 verwendete der Münchener Bilderbogen den Braunschweiger Altstadtmarkt samt Brunnen als Illustration für das Märchen Rapunzel der Gebrüder Grimm. Das älteste erhaltene Foto des Brunnens entstand um 1865 (s. u.).

### Restaurierungsmaßnahmen

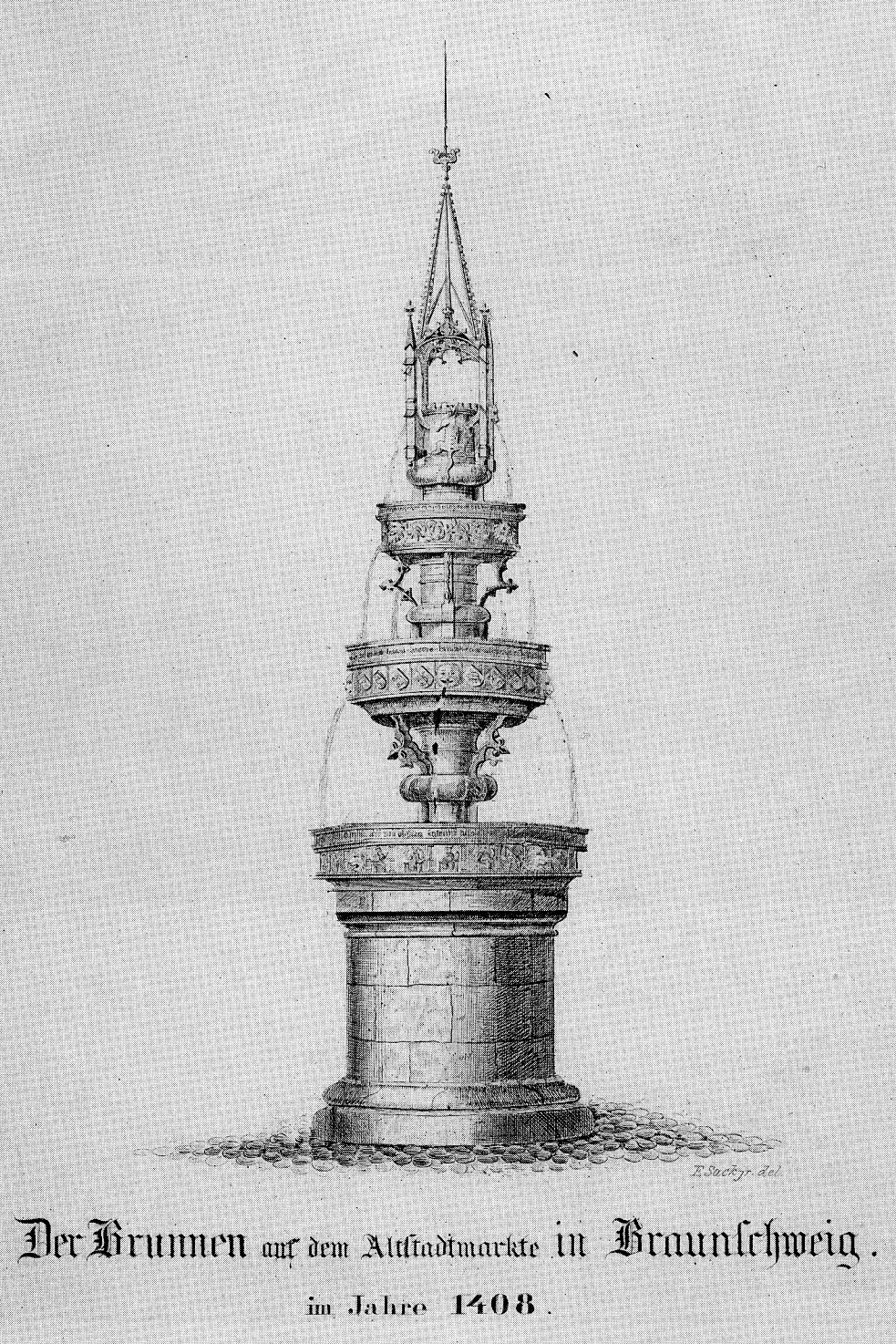
Stich von C. W. Sack von 1841: Es fehlen Maria mit dem Kinde, die Evangelisten und die Fahne mit dem Löwen

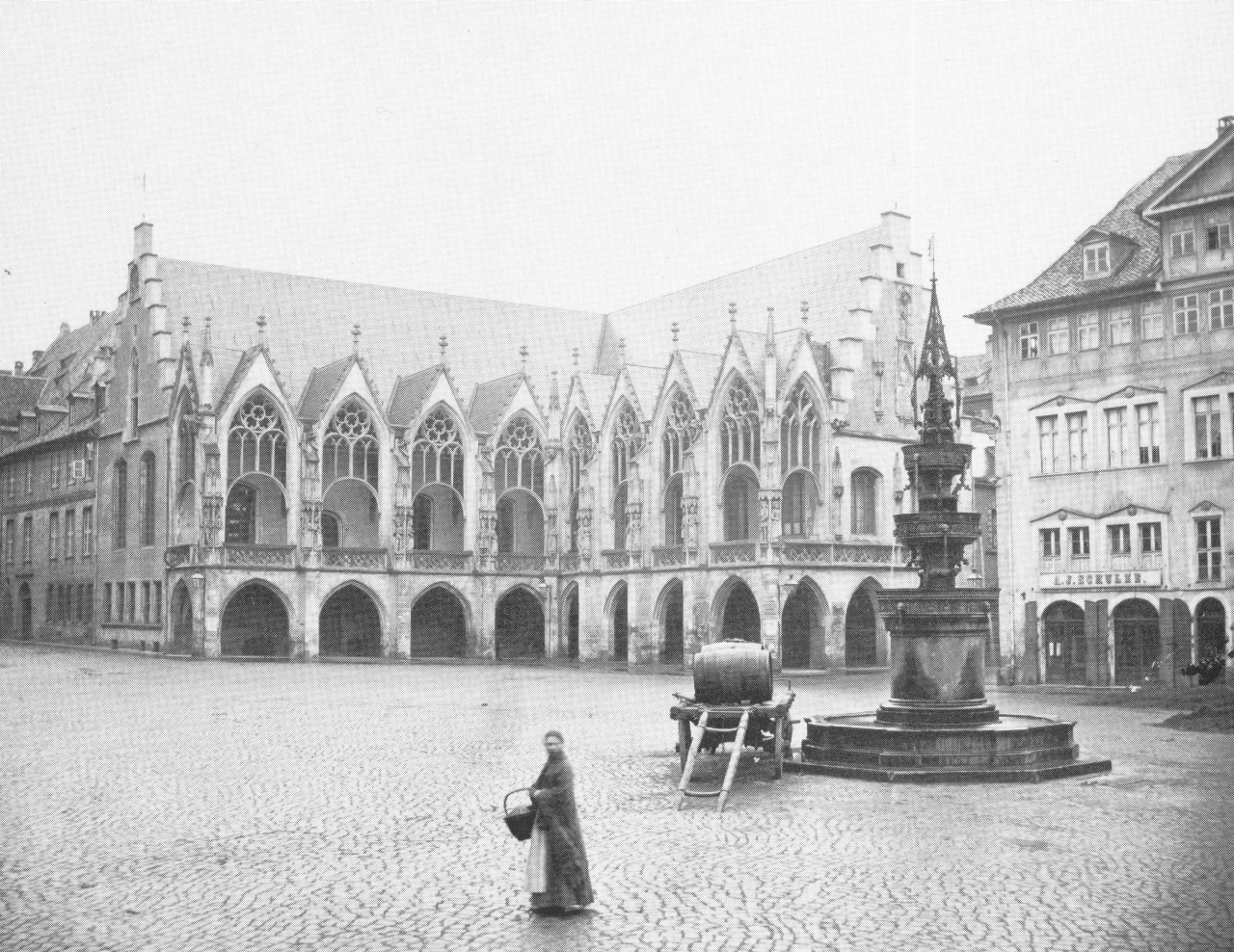
Das älteste bekannte Foto des Brunnens entstand um 1865

#### 16. bis 19. Jahrhundert
Im Laufe der Jahrhunderte wurden sämtliche Brunnenbestandteile, also sowohl jene aus Stein als auch die aus Metall, infolge verschiedener negativer Umwelt- oder Nutzungseinflüsse mehrfach teilweise oder ganz ausgetauscht. Die erste belegbare Restaurierung wurde 1588 ausgeführt. Tobias Olfen, Braunschweiger Ratsherr und 1643–1653 Großer Bürgermeister der Altstadt berichtete in seiner Chronik über Arbeiten in jenem Jahr.
Im 18. bis fast zur Mitte des 19. Jahrhunderts war der Brunnen bei fortlaufender Nutzung zunehmend verfallen. So fehlte zum Beispiel die Figurengruppe der Maria mit dem Jesuskind und der vier Evangelisten. Anhand von Zeichnungen, die zwischen 1753 (Tuschezeichnung von Beck, s. o.) und 1841 (Lithografie des Historikers C. W. Sack, s. rechts) entstanden, lässt sich ermitteln, wann die Figuren ungefähr abhandengekommen sind. Sack schrieb unter anderem dazu, dass der Brunnen dringend repariert werden müsse, da „das oberste Becken unbrauchbar und manche Verzierung schadhaft“ sei. Außerdem funktionierten die wasserspeienden „Drachen“ nicht mehr und die Spruchbänder der Figuren waren zum Teil unleserlich.
Im Jahr 1847 fanden schließlich umfangreiche Sanierungsmaßnahmen statt: Der Architekt Friedrich Uhlmann restaurierte den Brunnen, wobei der Unterbau, auf dem die erste Bleischale aufsetzt und der bis dahin aus Elmkalksteinquadern bestanden hatte, durch einen großen Werkstein-Monolithen ersetzt wurde. Auch das noch heute vorhandene achteckige umlaufende Brunnenbecken aus Stein kam neu hinzu; bis zu diesem Zeitpunkt standen lediglich einige große Steintröge vor dem Brunnen. Die Restaurierung bzw. der Neuguss der Metallteile führte der Braunschweiger Erzgießer Georg Ferdinand Howaldt aus. 1852 ersetzte Howaldt auch die abhandengekommene Figurengruppe der Maria mit dem Kinde sowie die vier Evangelisten. Er gestaltete die Figuren frei, ohne sich an den spätgotischen Stilvorgaben des Brunnens zu orientieren. Die Arbeiten fanden am 16. Oktober 1847 ihren Abschluss. Danach wurde der Brunnen – wie von Sack vorgeschlagen – in die Mitte des Marktplatzes umgesetzt, womit er sich in einer Flucht mit der dahinter liegenden Straße An der Martinikirche befand. Es ist Sacks Verdienst, dass er den jahrhundertealten Brunnen als Kulturdenkmal für die Stadt wiederentdeckte und damit zu seiner Rettung in erheblichem Umfange beitrug. 1852 berichtete er in einer zweiten Veröffentlichung über die Sanierung und zeigte sich zufrieden.
1913 wurde der gesamte Brunnen von Ludwig Winter zum ersten Mal exakt vermessen und fotografisch dokumentiert. Von weiteren Restaurierungs- oder Erhaltungsmaßnahmen ist bis zur Zerstörung des Brunnens nichts bekannt.

#### 20. Jahrhundert

##### Zerstörung am 15. Oktober 1944

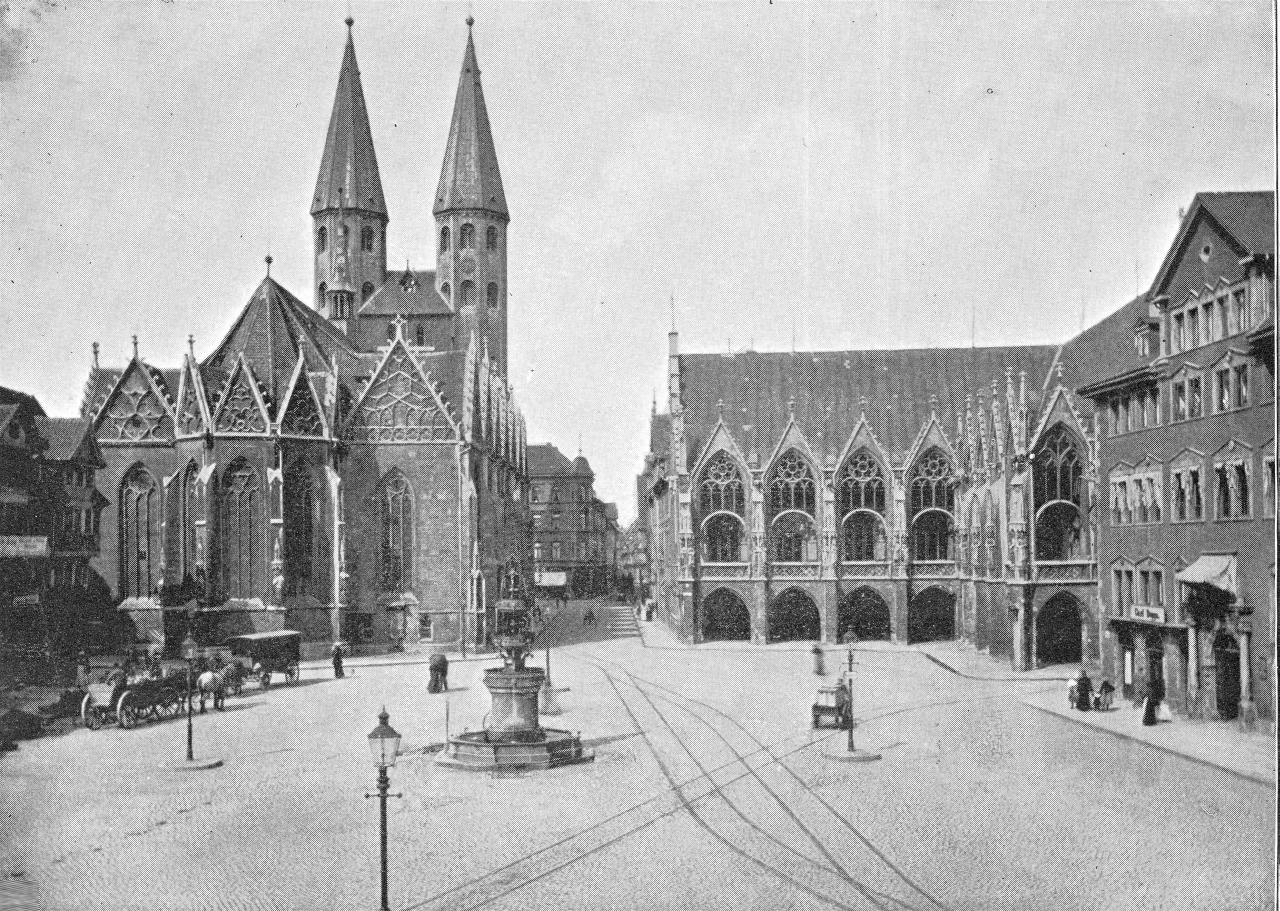
Um 1897: Am rechten Rand ist das Stechinelli-Haus sichtbar. Darüber hinaus sind die Spuren der Pferdebahn gut erkennbar.

Der Altstadtmarktbrunnen wurde während des Zweiten Weltkrieges nicht demontiert, um an einem sicheren Ort eingelagert zu werden (wie es zum Beispiel kurz vor Kriegsende mit dem Braunschweiger Löwen geschehen war). Mit Fortschreiten des Luftkrieges wurden zwar die Bombenangriffe auf Braunschweig häufiger und verheerender, doch bestand die einzige Sicherungsmaßnahme für den Brunnen lediglich darin, dass er 1943 vor Feuer und Splittern mittels einer Holzverschalung, die mit Sand aufgefüllt worden war, geschützt wurde. Durch Witterungseinflüsse brach die Verschalung jedoch auf und Sand rieselte heraus. Diese Sicherung erwies sich als unzureichende Maßnahme, wie sich am 15. Oktober 1944 herausstellte, dem Tag des verheerendsten Bombenangriffs auf Braunschweig: Brandbomben entzündeten das Holz. Die Kaminwirkung der als Schutz gedachten Verschalung führte dazu, dass große Teile des 536 Jahre alten Brunnens in der enormen Hitze schmolzen. So wurde der Brunnen großflächig zerstört.

##### Wiederaufbau 1945 bis 1951
Schadensbild
Alles oberhalb der oberen Schale war zusammen mit ihr vollständig verschwunden. Vom mittleren Becken war nur noch ein kleines Randstück mit fünf Wappen und einem Löwenkopf erhalten, das heute im Städtischen Museum liegt. Ein unversehrt gebliebener, zentnerschwerer Zwischenring des mittleren Beckens wurde gestohlen, während der Brunnen demontiert war. Nur von der unteren Schale waren noch etwa zwei Drittel erhalten. Die Trümmer wurden von der Luftschutzpolizei unfachmännisch demontiert und lagerten zunächst wochenlang ungesichert und im Freien auf dem Altstadtmarkt, bevor sie auf Anweisung des Braunschweigischen Landeskonservators Kurt Seeleke im Winter 1944/45 geborgen und in der ausgebrannten Andreaskirche gelagert wurden. Diese Brunnenreste wurden Ende Mai 1945 wiedergefunden und der Fund Friedrich Wilhelm Kraemer, dem Leiter des städtischen Hochbauamtes, gemeldet. Am 4. Juni wurde eine Bestandsaufnahme gemacht und ein Gutachten über die Möglichkeit einer Restaurierung erstellt. Bereits am 26. Juli 1945, nur wenige Wochen nach Kriegsende, erteilte der Rat der Stadt Braunschweig durch seinen Oberbürgermeister Ernst Böhme dem Metallbauer Werner Kump (1898–1989) den Auftrag, den Altstadtmarktbrunnen wiederherzustellen.
Restaurierungsmaßnahmen 1946 bis 1951

1892: Im Hintergrund links die Martinikirche, rechts das Altstadtrathaus. Gut zu erkennen: Der Brunnen befindet sich in einer Flucht mit der dahinter liegenden Straße An der Martinikirche.

Angesichts der unmittelbaren Nachkriegszeit und der damit verbundenen, zum Teil extremen Schwierigkeiten bezüglich der Material- und Werkzeugbeschaffung, Bereitstellung und technischer Ausstattung einer geeigneten Werkstatt und vor allem auch dem Schutz vor Requirierung und Diebstahl, kann die Leistung Werner Kumps und seiner Mitarbeiter nicht hoch genug bewertet werden.
Gleichzeitig mit dem Altstadtmarktbrunnen wurde auch der ebenfalls, aber wesentlich geringer beschädigte Braunschweiger Löwe von Kump und seinen Leuten in derselben Baracke restauriert.
Zunächst wurden umfangreiche Materialanalysen durchgeführt und der Brunnen grundlegend vermessen, wobei sich der Quadratur und der Triangulatur bedient wurde. Das 2/3-Fragment der untersten Schale wurde für den Wiederaufbau ergänzt, restauriert und 1951 für den neuen Brunnen wiederverwendet. Nachdem der Brunnen von 1985 bis 1988 erneut demontiert und restauriert werden musste, kann sie heute nur wenige Meter entfernt im Altstadtrathaus besichtigt werden.
Die Restaurierung, bei der man sich unter anderem auf die von Ludwig Winter 1913 angefertigten Fotos und Gipsabgüsse sowie auf Zeichnungen und Maßangaben von A. Heubach aus dem Jahr 1903 stützte, zog sich über mehr als fünf Jahre hin – nicht nur deshalb, weil sie sich als technisch äußerst anspruchsvoll und aufwendig erwies, sondern auch, weil sie wegen der Währungsreform im Jahre 1948 einige Zeit unterbrochen wurde. Aufgrund der Ausgangssituation und ihres Umfanges kamen diese Arbeiten eher einer Neuerschaffung des Brunnens gleich. Erst am 4. Dezember 1951 konnte der wiedererstandene Altstadtmarktbrunnen der Öffentlichkeit offiziell übergeben werden.

##### Maßnahmen 1985 bis 1988

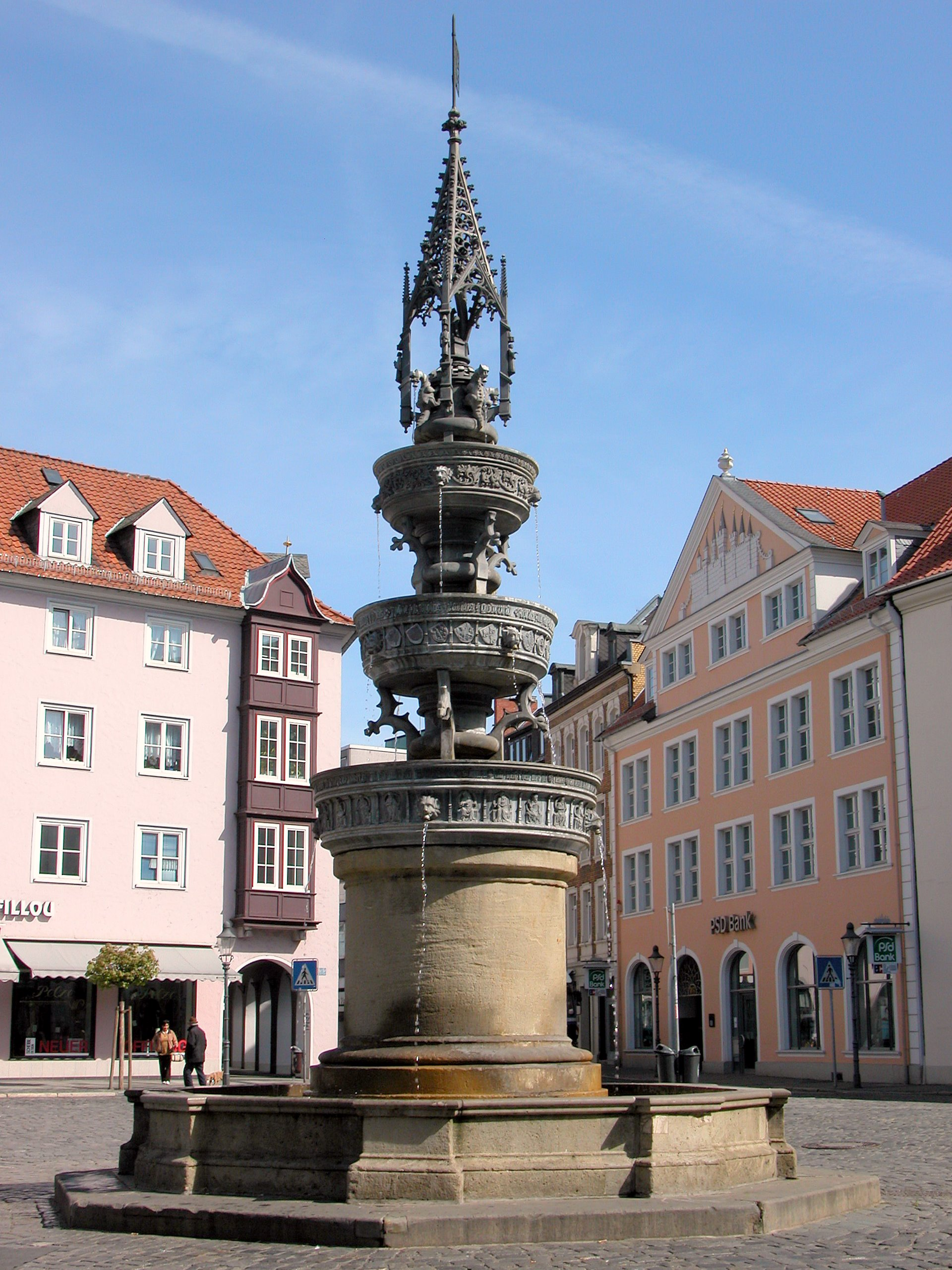
Der Brunnen von Süden mit dem Haus zu den Sieben Türmen im Hintergrund rechts

Schon ab den 1960er Jahren stellte sich aber heraus, dass immer mehr Brunnenteile – sowohl aus Metall, als auch aus Stein – in zunehmendem Maße und immer kürzerem Zeitabstand repariert oder ausgewechselt werden mussten. 1984 wurde schließlich deutlich, dass der Brunnen einer grundlegenden Sanierung bedurfte.
Die sehr umfangreichen Restaurierungsarbeiten stellten sich jedoch als so kostspielig heraus, dass deren Finanzierung erst durch eine bedeutende Spende Wolf Horenburgs, des damaligen Vorstandsvorsitzenden des Hofbrauhauses Wolters, gesichert werden konnte. Die sich anschließenden Sicherungs- und Restaurierungsmaßnahmen zogen sich bis in das Jahr 1988 hin.
Ähnlich wie beim Braunschweiger Löwen, dessen Original zum Schutz vor schädlichen Einflüssen seit Mitte 1980 nur noch in der Burg Dankwarderode besichtigt werden kann und an dessen altem Standort seither eine originalgetreue Kopie steht, beschloss der Rat der Stadt Braunschweig, auch die Originalreste des Brunnens sowie die Nachbildungen aus der Nachkriegszeit nicht länger auf dem Altstadtmarkt zu lassen. Der Brunnen wurde 1986 demontiert und durch eine detailgetreue Kopie ersetzt, die seit dem 2. August 1988 am alten Standort steht.
Die erhaltenen Originalfragmente des Altstadtmarktbrunnens sind heute in der Zweigstelle des Städtischen Museums im Altstadtrathaus zu besichtigen.